# Cecilia Klang
Cecilia Klang, född 23 mars 1980 i Hofors, är en svensk författare.

## Biografi
Cecilia Klang har en fil. Kand i medie- och kommunikationsvetenskap från JMK, Stockholms universitet och har tidigare arbetat inom reklambranschen, bland annat som copywriter och kommunikationschef.  Hon har skrivit ett flertal fackböcker på uppdrag, bland annat en bok om Gävles stadspark Boulognerskogen. Cecilia Klang är bosatt i Gävle. 
Cecilia Klang debuterade som skönlitterär författare 2018 med ljudboksserien Gäddsimmerskan på Storytel efter att ha deltagit i en skrivartävling arrangerad av Tidningen Skriva och Storytel. 2019 nominerades Gäddsimmerskan i kategorin "Årets roman" på ljudboksprisgalan Storytel Awards. 2022 romandebuterade hon med ”Kan innehålla spår av Tommy Roos”, vilken är den första delen i en trilogi om det fiktiva brukssamhället Forshammar. Flera av Cecilia Klangs böcker har översatts och getts ut i länder som Tyskland och Nederländerna.